# Vretarna
Vretarna é uma cidade no norte de Tumba, no Condado de Estocolmo .
Em Vretarna há na sua maioria vilas, mas também há montes de casas. Vretarna está localizado no cume de um monte, entre a Estação Tumba e corpo de bombeiros.

## Clima
Vretarma tem um clima continental. No verão as temperaturas máximas podem chegar aos 30° e no inverno com temperaturas mínimas que chegam aos -20°.